# Umberto Regina
Umberto Regina (Sabbioneta, 2 agosto 1937 – Parma, 14 novembre 2024) è stato un filosofo e storico della filosofia italiano.

## Biografia
Vincitore di una borsa di studio per il Collegio Augustinianum, si laureò in Filosofia all'Università Cattolica del Sacro Cuore di Milano con una tesi su Louis Lavelle, relatore Emanuele Severino. Nel 1963 si perfezionò in Filosofia neoscolastica con una tesi su Martin Heidegger.
Dopo aver insegnato nei licei entrò all'Università degli Studi di Macerata, prima come ricercatore e poi come professore associato di Filosofia morale fino al 1988. Dal 1988 al 1990 insegnò all'Università degli Studi di Verona.
Professore ordinario di Filosofia morale dal 1990 all'Università degli Studi di Cagliari, nel 1992 tornò all'Università di Verona in qualità di docente di Filosofia morale e Direttore del Dipartimento di Filosofia.
Nell'ambito della sua ricerca scientifica, ottenne dall'Unione europea il finanziamento per il primo progetto «Tempus», relativo all'organizzazione presso l'Università di Sarajevo e Mostar di un master sulla tolleranza religiosa..
In collaborazione con l'Università di Copenaghen organizzò due convegni: «Kierkegaard contemporaneo. Ripresa, pentimento, perdono», svoltosi a Verona 1-3 dicembre 2003, e «Mennesket som forhold. Søren Kierkegaards filosofiske og teologiske antropologi - L'essere umano come rapporto. L'antropologia filosofica e teologica di Søren Kierkegaard».
Partecipò ai «Forum» che dal 1997 la Conferenza Episcopale Italiana organizzò nell'ambito del Progetto culturale della Chiesa italiana.
Nel 2010 fu nominato docente onorario presso l'Università degli Studi di Verona.

## Pensiero
Umberto Regina ha costruito il suo pensiero basandosi in modo particolare su Søren Kierkegaard, Friedrich Nietzsche e Martin Heidegger. In Heidegger ha evidenziato l'importanza del ruolo sapienziale assegnato alla finitezza dell'uomo.
In Kierkegaard vede invece il pensatore da cui partire per costruire una nuova ontologia e una nuova antropologia basate su una nuova concezione dell'essere: l'esse come inter-esse. L'essere come inter-esse (nella doppia valenza ontologica ed etica) pone il pensante in rapporto con un'ulteriorità che, nel trascenderlo, ne accentua e personalizza il differire. La metafisica, se fondata sull’inter-esse, cessa di essere ontoteologia, ossia nient'altro che proiezione idolatrica della logica umana.
Ha pubblicato nel 1979 la monografia italiana su David Friedrich Strauß.

## Opere
- Heidegger. Dal nichilismo alla dignità dell'uomo, Vita e Pensiero, Milano 1970. IT\ICCU\TO0\0555988
- Heidegger. Esistenza e sacro, Morcelliana, Brescia 1974. IT\ICCU\LIA\0111664
- La vita di Gesù e la filosofia moderna. Uno studio su David Friedrich Strauß, Morcelliana, Brescia 1979. IT\ICCU\SBL\0342719
- L'uomo complementare. Potenza e valore nella filosofia di Nietzsche, Morcelliana, Brescia 1988. ISBN 88-372-1351-4
- Servire l'essere con Heidegger, Morcelliana, Brescia 1995. ISBN 88-372-1570-3
- La differenza viva. Con Nietzsche e Heidegger per una nuova concettualità, CUSL “Il Sentiero”, Verona 1997. IT\ICCU\BVE\0127917
- Noi eredi dei Cristiani e dei Greci, Il Poligrafo, Padova 1997. ISBN 88-7115-084-8
- La soglia della fede. L'attuale domanda su Dio, Studium, Roma 2001. ISBN 88-382-3861-8
- Kierkegaard. L'arte dell'esistere, Morcelliana, Brescia 2005. ISBN 88-372-2028-6